# 南京市第二十七高级中学
南京市第二十七高级中学，是位于南京市秦淮区的一所高中。

## 历史
1943年，私立昌明初级中学在南京开办。1951年5月，生源中学和伯纯中学并入昌明中学，8月，私立昌明、励群中学合并改名为私立城南中学。1956年，私立城南中学改为南京市第二十七中学，新建南京市第四十二中学。2005年，南京市第二十七中学和南京市第四十二中学合并为南京市第二十七高级中学。